# Acalolepta sumbawana
Acalolepta sumbawana är en skalbaggsart som beskrevs av Stefan von Breuning 1969. Acalolepta sumbawana ingår i släktet Acalolepta och familjen långhorningar. Inga underarter finns listade i Catalogue of Life.